# Negaprion acutidens
Negaprion acutidens é uma espécie de tubarão da família Carcharhinidae, amplamente distribuída nas águas tropicais do Indo-Pacífico. Muito semelhante ao tubarão-limão das Américas, ambas as espécies são quase idênticas, com corpos robustos, cabeças largas, duas nadadeiras dorsais de tamanho quase igual e coloração amarelada. O Negaprion acutidens diferencia-se por nadadeiras mais falciformes (em forma de foice). Esta espécie de grande porte atinge até 3,8 metros de comprimento e habita águas com menos de 92 metros de profundidade, em diversos habitats, como manguezais, estuários e recifes de coral.
Predador de movimentos lentos, alimenta-se principalmente de peixes ósseos e raramente percorre longas distâncias, com muitos indivíduos permanecendo em locais específicos o ano todo. Como outros Carcharhinidae, é vivíparo, com fêmeas dando à luz até 13 filhotes a cada dois anos, após gestação de 10 a 11 meses. Embora potencialmente perigoso para humanos e conhecido por reagir vigorosamente a provocações, o Negaprion acutidens é geralmente cauteloso, afastando-se quando abordado. A IUCN classifica a espécie como em perigo, devido à baixa produtividade reprodutiva e limitada capacidade de recuperação de populações esgotadas. Na Índia e no Sudeste Asiático, foi severamente reduzida ou extinta localmente pela exploração não regulamentada para carne, nadadeiras e óleo de fígado.

## Taxonomia e filogenia
O Negaprion acutidens foi descrito como Carcharias acutidens pelo naturalista alemão Eduard Rüppell em 1837, na obra Fische des Rothen Meeres (Fishes of the Red Sea). Em 1940, o ictiologista australiano Gilbert Percy Whitley [en] transferiu a espécie para o gênero Negaprion. O espécime-tipo, designado em 1960, é um indivíduo de 68 cm capturado no Mar Vermelho, próximo a Gidá, Arábia Saudita. O epíteto específico acutidens deriva do latim acutus ("afiada") e dens ("dente").
Evidências de microssatélites de DNA sugerem que o Negaprion acutidens divergiu do Negaprion brevirostris há 10–14 milhões de anos, com o fechamento do Mar de Tétis, separando populações do Oceano Índico e do Oceano Atlântico. A espécie ancestral pode ter sido N. eurybathrodon, com dentes fossilizados encontrados nos Estados Unidos e no Paquistão. Análises morfológicas e filogenéticas moleculares indicam que o gênero Negaprion está agrupado com o tubarão-de-pontas-brancas-de-recife (Triaenodon) e o marracho-agudo [en] (Loxodon), ocupando posição intermediária na árvore filogenética dos carcarrinídeos, entre gêneros mais basais (Galeocerdo [en], Rhizoprionodon e Scoliodon [en]) e mais derivados (Carcharhinus e Sphyrna).

## Distribuição e habitat

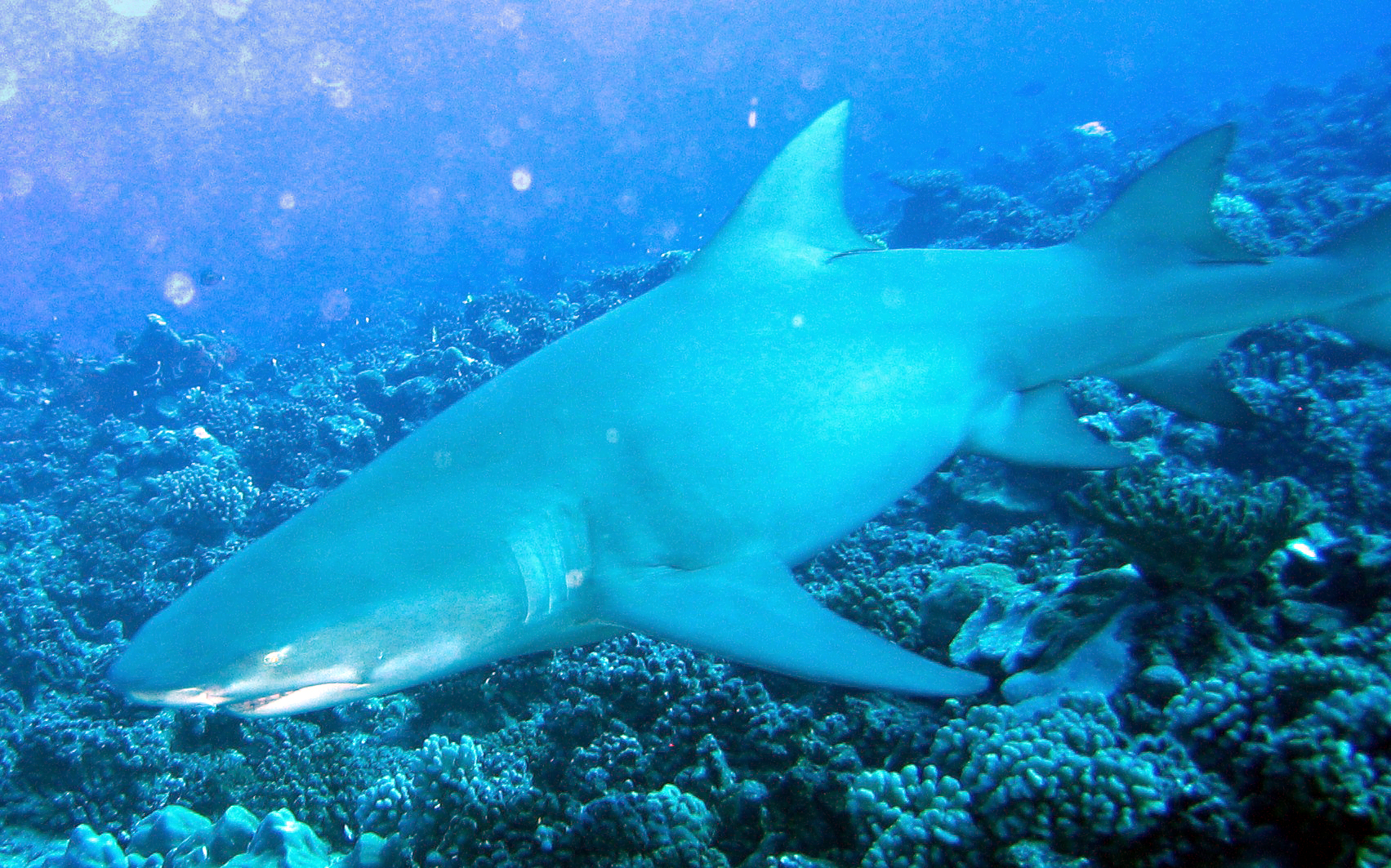
Os recifes de coral são um dos ambientes habitados pelo Negaprion acutidens.

O Negaprion acutidens ocorre desde a África do Sul até o Mar Vermelho (incluindo Maurício, Seicheles e Madagascar), estendendo-se ao leste pela costa do subcontinente indiano até o Sudeste Asiático, alcançando Taiwan e as Filipinas ao norte, e Nova Guiné e norte da Austrália ao sul. Está presente em ilhas do Pacífico, como Nova Caledônia, Palau, Ilhas Marshall, Ilhas Salomão, Fiji, Vanuatu e Polinésia Francesa. A colonização do Pacífico central ocorreu por deslocamentos esporádicos entre ilhas. A diferenciação genética entre populações da Austrália e Polinésia Francesa, separadas por 7.500 km, indica pouco cruzamento entre subpopulações.
Habitante de plataformas continentais e insulares costeiras, ocorre desde a zona entremarés até 92 metros de profundidade. É comum em águas turvas e calmas, como baías, estuários, lagunas, planícies arenosas e recifes externos. Ocasionalmente, aventura-se em águas abertas; um indivíduo foi filmado no documentário Blue Water, White Death (1971), próximo à carcaça de um cachalote (Physeter macrocephalus). Filhotes frequentam planícies de recifes ou manguezais, em águas tão rasas que suas nadadeiras dorsais ficam expostas. Em Herald Bight, Austrália Ocidental, uma área de berçário, filhotes habitam áreas abertas e manguezais em águas com menos de 3 metros, evitando regiões com a erva marinha Posidonia australis.

## Descrição

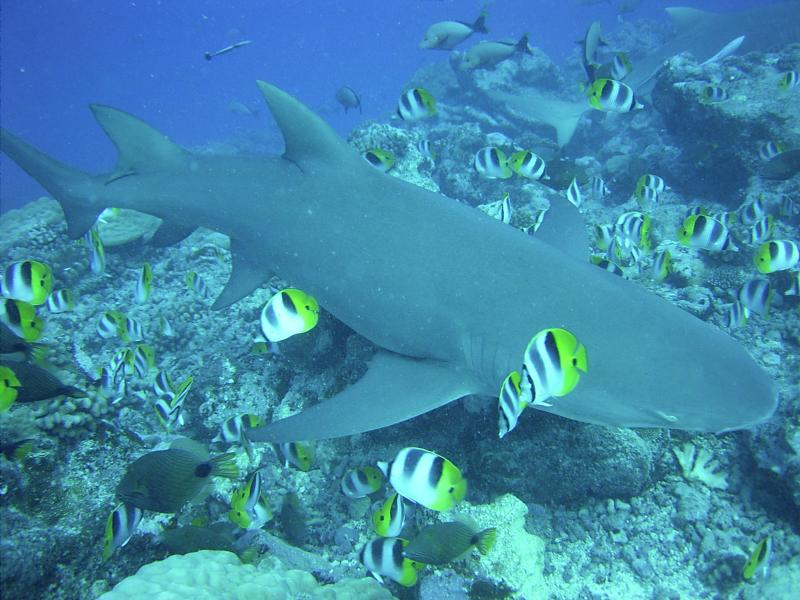
Nadadeiras falciformes são uma característica distintiva.

O Negaprion acutidens possui corpo robusto e cabeça curta e larga. O focinho é arredondado ou em forma de cunha, com narinas pequenas e abas triangulares de pele. Os olhos são pequenos, sem espiráculos. Sulcos curtos estão presentes nos cantos da boca. Cada mandíbula tem 13 a 16 fileiras de dentes (geralmente 14), excluindo dentes minúsculos na sínfise. Os dentes superiores possuem cúspide grande sobre base larga, com incisura em cada lado, mais angulados nas extremidades da boca. Os dentes inferiores são semelhantes, mas mais estreitos e eretos. Em indivíduos com mais de 1,4 metro, os dentes apresentam serrilhas finas.
As nadadeiras, especialmente dorsal, peitorais e pélvicas, são mais falciformes que as do Negaprion brevirostris. A primeira dorsal está mais próxima das pélvicas que das peitorais. A segunda dorsal, quase do mesmo tamanho, posiciona-se sobre ou à frente da nadadeira anal. Não há crista entre as dorsais. As peitorais são longas e largas, originando-se abaixo do espaço entre a terceira e quarta fenda branquial. A anal tem incisura pronunciada na margem posterior. A fossa precaudal é orientada longitudinalmente. Os dentículos dérmicos grandes e sobrepostos possuem três a cinco cristas horizontais. A coloração é amarelada ou cinza-acastanhada no dorso, mais clara no ventre, com tons amarelados nas nadadeiras. Atinge até 3,8 metros, mas geralmente não ultrapassa 3,1 metros.

## Biologia e ecologia

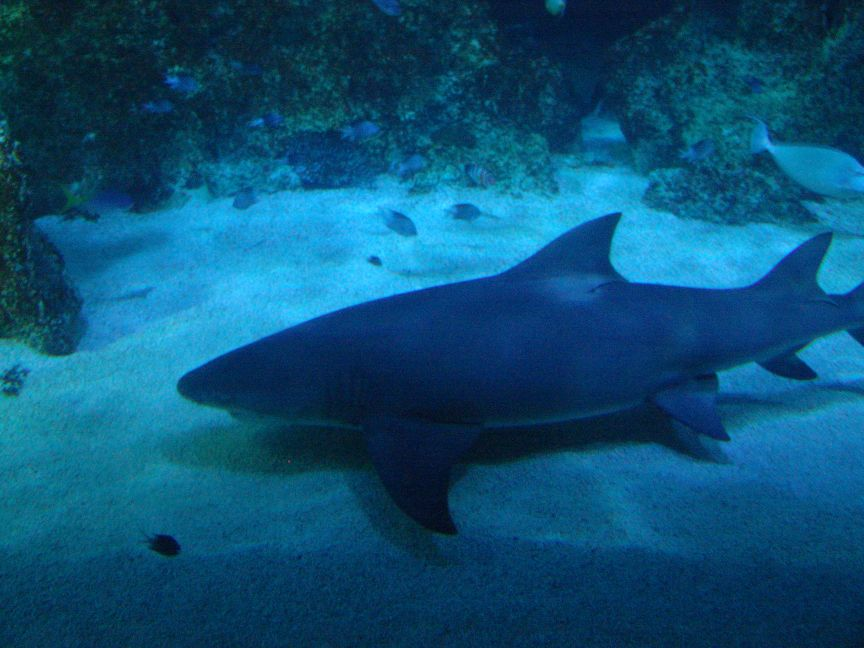
Costuma nadar perto do fundo.

Espécie de movimentos lentos, o Negaprion acutidens nada calmamente acima do fundo ou repousa sobre ele, bombeando água ativamente sobre as brânquias, ao contrário de outros tubarões da família. Pode aproximar-se da superfície em busca de alimento. Realiza poucos deslocamentos de longa distância. Em Aldabra, Seicheles, mais de 90% dos indivíduos marcados permaneceram a menos de 2 km do local de marcação. Em Moorea, Polinésia Francesa, alguns são residentes permanentes, enquanto outros visitam esporadicamente.
Mais de 90% da dieta consiste em teleósteos de fundo e litorâneos, como arenques, tainhas, cavalinhas, peixes da família Atherinidae, peixe-agulha, corvinetas, bagres-marinhos, peixes da família Sillaginidae,peixe-porco, escarídeos e diodontídeos. Ocasionalmente, consome cefalópodes e crustáceos, e indivíduos maiores podem alimentar-se de raias da subordem Myliobatoidei e da família Rhinobatidae. Pode ser predado por tubarões maiores. Parasitas incluem as tênias Paraorygmatobothrium arnoldi, Pseudogrillotia spratti, Phoreiobothrium perilocrocodilus e Platybothrium jondoeorum. Foram observados repousando no fundo e sendo limpos por bodião-limpador (Labroides dimidiatus), podendo abrir a boca e interromper a respiração por até 150 segundos para permitir acesso à boca e brânquias.
Como outros Carcharhinidae, o Negaprion acutidens é vivíparo, com embriões sustentados por conexão placentaria formada a partir da vesícula vitelina. Fêmeas dão à luz de 1 a 13 filhotes (geralmente 6 a 12) a cada dois anos, em áreas de berçário rasas, após 10 a 11 meses de gestação. Há poucas evidências de filopatria. O parto ocorre em outubro ou novembro em Madagascar e Aldabra, e em janeiro na Polinésia Francesa; ovulação e acasalamento de fêmeas não grávidas ocorrem na mesma época. Os embriões desenvolvem placenta após quatro meses, ainda com vestígios de brânquias externas. Filhotes nascem com 45 a 80 cm. O crescimento é lento, com 12,5 a 15,5 cm por ano. Ambos os sexos atingem maturidade sexual com 2,2 a 2,4 metros.

## Interações com humanos

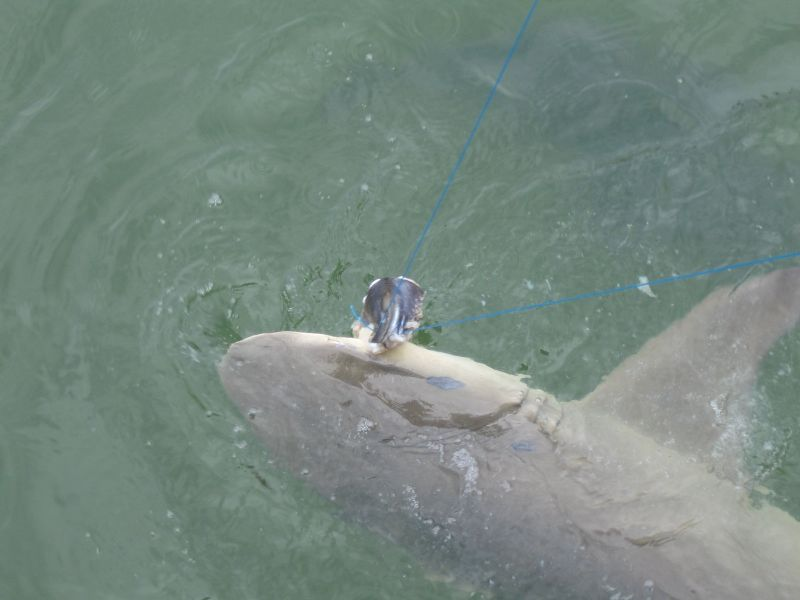
Ameaçado pela pesca excessiva.

Alguns ataques não provocados a humanos foram atribuídos ao Negaprion acutidens. Devido ao tamanho e dentes, é potencialmente perigoso, reagindo rapidamente se tocado, arpoado ou provocado. Em um caso, um indivíduo forçou um nadador a refugiar-se sobre um recife, circulando por horas. Normalmente, é tímido, hesitando em aproximar-se, mesmo com iscas, e afastando-se quando um mergulhador entra em seu campo visual. Filhotes são mais agressivos e curiosos. Em Moorea, é atração em mergulhos de ecoturismo. Adapta-se bem ao cativeiro, sendo exibido em aquários públicos.
A IUCN classifica o Negaprion acutidens como em perigo globalmente, capturado com rede de emalhar, redes de praia e palangres. A carne é vendida fresca ou seca e salgada, nadadeiras usadas em sopa de barbatanas de tubarão, e óleo de fígado processado para vitaminas. Sua baixa taxa reprodutiva e movimentos limitados o tornam suscetível à sobrepesca. No Sudeste Asiático, é classificado como em perigo devido a pescas não regulamentadas, sendo extinto localmente em partes da Índia e Tailândia, e não relatado em mercados da Indonésia recentemente, apesar de historicamente abundante. Destruição de habitat, como poluição, pesca com explosivos em recifes e desmatamento de manguezais, agrava a ameaça. Na Austrália, é capturado em pequenas quantidades intencionalmente ou como fauna acompanhante, e é classificado como pouco preocupante.